# 夏歌2
『夏歌2』（なつうた・ツー）は、様々なアーティストの夏の楽曲を集めたコンピレーション・アルバム第2弾。2005年6月22日発売。発売元はSony Music Direct。規格品番はMHCL-550。

## 解説
“夏”が舞台の楽曲を収録しているコンピレーション・アルバム。発売元はソニー・レコード系列であるが、いくつかの楽曲は他社から音源を借りている。例えば、JITTERIN'JINNの「夏祭り」は、日本コロムビアから発売された8センチCDシングルである。
選曲は主に、1980年代・1990年代のJ-POP、歌謡曲が中心となっている。
CDジャケットは、かき氷の写真。前年には、本作の元祖的作品『夏歌』（2004年6月23日）が発売されている。

## 収録曲
1. 暑中お見舞い申し上げます（1977年6月21日）
  - 作詞: 喜多條忠、作曲: 佐瀬寿一、編曲: 馬飼野康二
  - 歌: キャンディーズ、郵政省（現・JP日本郵便）“暑中見舞いはがき（現在は通称「かもめ〜る」）”CMソング。1977年のオリコン年間ヒットチャート第39位。
  - 同グループが歌った「暑中お見舞い申し上げます Part2」というタイトルの楽曲も存在する。
2. ふたりの夏物語 -NEVER ENDING SUMMER-（1985年3月6日）
  - 作詞: 康珍化、作曲・編曲: 林哲司
  - 歌: 杉山清貴&オメガトライブ、1985年のオリコン年間ヒットチャート第15位。
  - 日本航空“JALPAK'85”CMソング、NTV系TVドラマ『おとなの夏休み』第7話（2005年8月17日放送）EDテーマ。
3. 君たちキウイ・パパイア・マンゴーだね。（1984年4月5日）
  - 作詞: 中原めいこ・森雪之丞、作曲: 中原めいこ、編曲: 新川博
  - 歌: 中原めいこ、1984年のオリコン年間ヒットチャート第50位。カネボウ'84夏キャンペーン・ソング。
4. 島唄 -オリジナル・ヴァージョン-（1992年9月21日）
  - 作詞・作曲: 宮沢和史、編曲: THE BOOM
  - 歌: THE BOOM、ベスト盤『THE BOOM』から翌1993年6月21日にリカット、同年のオリコン年間ヒットチャート第28位。
  - 第44回紅白（1993年、歌手別視聴率第1位）、第53回紅白（2002年[1]）、第59回NHK紅白歌合戦（2008年[2]）歌唱曲。
5. カナリア諸島にて（1981年3月21日[3]）
  - 作詞: 松本隆、作曲: 大滝詠一、編曲: 多羅尾伴内
  - 歌: 大滝詠一、アルバム『A LONG VACATION』収録曲。1981年のオリコン年間アルバムチャート第2位。
6. 小麦色のマーメイド（1982年7月21日）
  - 作詞: 松本隆、作曲: 呉田軽穂、編曲: 松任谷正隆
  - 歌: 松田聖子、1982年のオリコン年間ヒットチャート第15位。
  - 本楽曲で第24日本レコード大賞・金賞（レコード大賞候補）を受賞。
7. サヨナラは八月のララバイ（1984年6月1日）
  - 作詞: 売野雅勇、作曲: NOBODY、編曲: 大村雅朗
  - 歌: 吉川晃司、デビュー曲「モニカ」に続くセカンド・シングル。
8. 夏祭り（1990年8月28日）
  - 作詞・作曲・編曲: 破矢ジンタ
  - 歌: JITTERIN'JINN、のちにWhiteberryがカヴァー（2000年8月9日「夏祭り」、第51回紅白歌唱曲）
9. リゾ・ラバ -Resort Lovers-（1989年7月19日）
  - 作詞: サンプラザ中野、作曲: Newファンキー末吉、編曲: BAKUFU-SLUMP
  - 歌: BAKUFU-SLUMP、1989年のオリコン年間ヒットチャート第20位。
  - 本楽曲で第31日本レコード大賞・金賞（レコード大賞候補）を受賞。
10. SUMMER CANDLES（1988年7月13日）
  - 作詞: 吉元由美、作曲: 杏里、編曲: 小倉泰治
  - 歌: 杏里、NTV系水曜ドラマ『恋人も濡れる街角』主題歌、日本たばこ産業（JT）たばこ“サムタイム”CMソング。
11. アメリカン・フィーリング（1979年5月25日）
  - 作詞: 竜真知子、作曲: 小田裕一郎、編曲: 坂本龍一
  - 歌: サーカス、1979年のオリコン年間ヒットチャート第21位。JAL'79 CMソング。
  - 第30回NHK紅白歌合戦 歌唱曲、第21回日本レコード大賞・編曲賞。
12. 蜃気楼（1980年4月5日）
  - 作詞: 天野滋、作曲: 山下三智夫、編曲: 川上了
  - 歌: クリスタルキング、1980年のオリコン年間ヒットチャート第16位。資生堂 "輝け!ナツコSUN" キャンペーン曲。
13. ペガサスの朝（1980年11月1日）
  - 作詞: ちあき哲也、作曲: 五十嵐浩晃、編曲: 鈴木茂
  - 歌: 五十嵐浩晃、明治チョコレート（明治製菓、現・明治）CMソング。
14. 夏休み（1972年7月21日） 
  - 作詞・作曲: よしだたくろう
  - 歌: よしだたくろう、アルバム『元気です。[4]』収録曲。
15. 南風 - SOUTH WIND -（1980年3月21日）
  - 作詞・作曲: 網倉一也、編曲: 萩田光雄
  - 歌: 太田裕美、“キリン オレンジエード”CMソング。第31回NHK紅白歌合戦 歌唱曲。
16. 夏の少女（1977年6月5日）
  - 作詞・作曲: 南こうせつ、編曲: 水谷公生
  - 歌: 南こうせつ、アルバム『今こころのままに』（1977年6月25日）からの先行シングル[5]。
17. 青い地平線（1978年）
  - 作詞: Linda Rhee・なかにし礼、作曲・編曲: 筒美京平
  - 歌: ル・ミストラル[6]、TBS系情報番組『おはよう700』キャンペーン・ソング。
18. 夏の終りのハーモニー（1986年9月25日）
  - 作詞: 井上陽水、作曲: 玉置浩二、編曲: 星勝・安全地帯・中西康晴
  - 歌: 井上陽水・安全地帯、のちにレゲエ・シンガーのMOOMINがカヴァーした（シングル、2002年7月24日）。

## 関連作品
- 春の桜と優雅に語らう17の知恵（2005年2月23日）
- 春歌（2006年3月1日）
- 夏歌（2004年6月23日）
- 秋の夜長と上手につきあう17の知恵（2004年9月23日）
- 秋歌（2005年8月31日）
- 冬歌（2004年11月26日）
- 冬歌2（2005年11月23日）